# Guerra ispano-americana
La guerra ispano-americana fu combattuta nel 1898 tra gli Stati Uniti e la Spagna in merito alla questione cubana. Secondo alcuni studiosi il conflitto segnò la nascita dell'imperialismo statunitense.

## Antefatti
Dopo quattro secoli dall'inizio della colonizzazione dell'emisfero occidentale, verso la fine del XIX secolo, alla Spagna rimanevano ben pochi possedimenti coloniali, sparpagliati nel Pacifico, in Africa e nelle Antille. La maggior parte dei possedimenti dell'ex impero spagnolo aveva già acquisito la propria indipendenza e molti altri territori sotto il controllo spagnolo puntavano ad acquisirla. Nelle Filippine e a Cuba operavano, già dalla seconda metà del XIX secolo, gruppi di guerriglieri indipendentisti.
Il governo spagnolo non aveva né le risorse finanziarie né quelle militari per gestire queste rivolte e a Cuba decise quindi di spingere con la forza la popolazione ad allontanarsi dalle campagne e a riversarsi nelle città e in apposite aree urbane fortificate, cercando di isolare i ribelli dalle loro fonti di sostegno logistico, situate proprio fra la popolazione contadina. In tali aree di "concentramento e controllo" della popolazione le condizioni di vita erano terribili e si stima vi abbiano avuto luogo in pochi mesi molte decine di migliaia di decessi, a causa delle precarie condizioni igieniche, sanitarie e alimentari.
José Martí, in una lettera al suo amico Gonzalo de Quesada scritta il 14 dicembre 1889, mise in guardia sulla possibilità di un intervento statunitense: «Sulla nostra terra, Gonzalo, grava un altro piano più tenebroso […]: il diabolico piano di forzare l'isola, di farla piombare nella guerra per avere il pretesto per intervenirvi e con il credito di mediatore e garante, tenersela per sé».
Nel 1898, nonostante la propria superiorità materiale, la Spagna si trovava sull'orlo di un abisso, sconfitta sul campo di battaglia dagli indipendentisti cubani. In una lettera al presidente statunitense William McKinley, datata 9 marzo 1898, l'ambasciatore Woodford, in servizio a Madrid, affermò che "la sconfitta" della Spagna era "certa". "[Gli spagnoli] sanno che Cuba è persa". A suo parere, "se gli Stati Uniti vogliono Cuba, devono ottenerla conquistandola".

## Fattore scatenante
In un periodo di forti tensioni diplomatiche fra i due governi, l'affondamento della corazzata USS Maine, in visita a L'Avana e che costò la vita a 260 persone fra ufficiali e marinai, focalizzò l'attenzione dell'opinione pubblica americana su Cuba.
La stampa sensazionalista dell'epoca, la cosiddetta yellow journalism – tipica del New York Journal di William Randolph Hearst e del New York World di Joseph Pulitzer – contribuì in modo determinante, insieme con la propaganda dei dissidenti cubani stanziatisi negli Stati Uniti d'America, a orientare l'opinione degli statunitensi verso una volontà di guerra contro la Spagna.

## Dichiarazione di guerra
L'allora presidente McKinley, inizialmente titubante, venne convinto dal suo gabinetto, tra i cui componenti vi era anche il futuro presidente Theodore Roosevelt, a muovere guerra alla Spagna. Nel frattempo la tensione tra i due paesi era aumentata e il 23 aprile 1898 la Spagna dichiarò guerra agli Stati Uniti, che a loro volta la dichiararono il 25 aprile.
La Spagna non era assolutamente preparata alla guerra e lo stesso ammiraglio Cervera lo aveva comunicato al ministro della marina il 30 gennaio.

## Obiettivi politici e militari
Gli Stati Uniti si prefiggevano di ottenere una maggiore influenza politica, la conquista di posizioni strategiche, il dominio sul mare delle Antille ed il futuro dominio sull'Oceano Pacifico; tutti questi obiettivi furono patrocinati e propagandati da Mahan, un ammiraglio molto influente. La vera posta della guerra però era il controllo dello sbocco atlantico del Canale di Panama. Sebbene gli Stati Uniti non avessero, almeno all'inizio della guerra, forze terrestri utilizzabili per eventuali sbarchi, il fatto che lo scontro sarebbe stato essenzialmente navale garantiva ad essi una prevedibile vittoria sull'avversario, anche se in tempi relativamente lunghi. Gli Stati Uniti, nonostante  nel 1815 fossero ancora stati in guerra con la Gran Bretagna, si stavano riavvicinando ai britannici per una "alleanza anglosassone". La Spagna riteneva più proficuo basarsi unicamente sulla flotta, senza tenere conto delle forze terrestri.
La preparazione dell'esercito  statunitense non fu particolarmente adeguata, dato che, pur avendo reclutato subito prima dell'inizio della guerra ben 120 000 uomini, questi furono inviati quasi immediatamente al combattimento, invece la flotta fu molto più curata dell'esercito, mostrando limiti solo riguardo agli arsenali. Invece la Spagna sviluppò più il proprio esercito di stanza a Cuba della flotta, che, invece, era rimasta legata concettualmente all'epoca della vela, inoltre la Spagna non aveva basi navali difendibili né in patria né nelle Filippine, mentre le basi di Cuba, pur fornendo possibilità di approdi, non erano state rinforzate.
Per quanto riguardava la direzione strategica della guerra, questa fu pesantemente condizionata negli Stati Uniti dalla stampa che, incalzando il governo, praticamente lo costrinse a costituire degli "squadroni volanti" che tolsero navi alla flotta ed al suo compito principale (cioè di bloccare Cuba), ma ancora di più fu dannosa in Spagna dove il governo fu totalmente esautorato e la divisione di Cervera fu inviata inutilmente al sacrificio.

### Forze navali militari delle Antille

#### USA
5 squadre: I squadra delle Antille ammiraglio Sampson, II squadra dell'Atlantico commodoro Schley, III Divisione blocco comm. Watson, IV divisione sorveglianza commodoro Howell, V divisione costiera.
Squadra di Sampson con divisione di blocco:
- 3 corazzate (USS New York, USS Iowa e USS Indiana);
- 4 incrociatori protetti (USS Cincinnati, USS Marblehead, USS Detroit e USS Montgomery);
- 2 incrociatori indifesi (USS Dolphin e USS Mayflower);
- 4 guardacoste;
- 6 cannoniere protette;
- 6 torpediniere.

Squadra dell'Atlantico (commodoro Schley):
- 3 corazzate (USS Brooklyn, USS Massachusetts e USS Texas);
- 3 incrociatori (USS Columbia, USS New Orleans e USS Minneapolis).

Divisione di sorveglianza:
- 1 incrociatore protetto (San Francisco);
- 4 incrociatori ausiliari (Dixie, Yosemite, Yankee e Prairie).

Divisione costiera: 10 monitor antiquati e altro naviglio di scarso valore.

#### Spagna
Occorre specificare che la flotta spagnola soffriva di diverse deficienze come la mancanza di carbone, la scarsa corazzatura dovuta all'anzianità di alcune unità o mancanza di alcuni pezzi di artiglieria. Emblematico da quest'ultimo punto di vista il caso del Cristóbal Colón, esso rappresentava uno dei pezzi migliori e più moderni della flotta spagnola tuttavia venne inviato sul teatro bellico privo dei cannoni principali per via dell'embargo britannico (i cannoni erano di produzione inglese).
I squadra dell'Atlantico (ammiraglio Cervera), II squadra delle Antille (ammiraglio Monterola), III squadra riserva (ammiraglio Camara).
Squadra dell'Atlantico (gran parte delle navi erano menomate o come artiglierie o come velocità):
- 4 corazzate (Maria Teresa, Viscaya, Oquendo e Cristobal Colón);
- 3 cacciatorpediniere;
- 3 torpediniere;
- 2 navi onerarie.

Squadra delle Antille:
- 5 incrociatori indifesi (Alfonso XII, Reina Mercedes, Venadito, Infanta Isabel e Isabel II);
- 5 incrociatori torpedinieri (Ensenada, M. Pinzon, Nueva Espana, Molins e V. Pinzón);
- 6 cannoniere (fra cui Alerta, Ligera, Antonio López, Sandoval ed altre).

Squadra di riserva (a cui vanno sommati gli incrociatori non utilizzabili Alfonso XIII e Lepanto):
- 3 corazzate (Pelayo, Carlo V, Numancia);
- 3 controtorpediniere (Audax, Osado, Proserpina);
- 3 incrociatori ausiliari (Rapido, Patriota, Buenosayres);
- 7 navi onerarie.

### Forze navali militari delle Filippine

#### USA
Flotta al comando dell'ammiraglio Dewey:
- 4 incrociatori protetti (USS Olympia, USS Baltimore, USS Raleigh, USS Boston) per 17900 t;
- 2 cannoniere;
- 2 navi onerarie per 2500 t, tutte con velocità da 10 a 21 nodi.

#### Spagna
Flotta al comando dell'ammiraglio Montojo:
- 2 incrociatori protetti (Isla de Cuba, Isla de Luzon) per 20 400 t e 14 nodi di velocità;
- 5 incrociatori indifesi (Reina Cristina, Castilla, Don Giovanni d'Austria, Don Antonio Ulloa, Velasco) per 7 000 t e 12 nodi di velocità, tuttavia 2 navi (Castilla e Ulloa) non erano in grado di spostarsi in mare aperto.

## Teatro delle operazioni nell'Atlantico

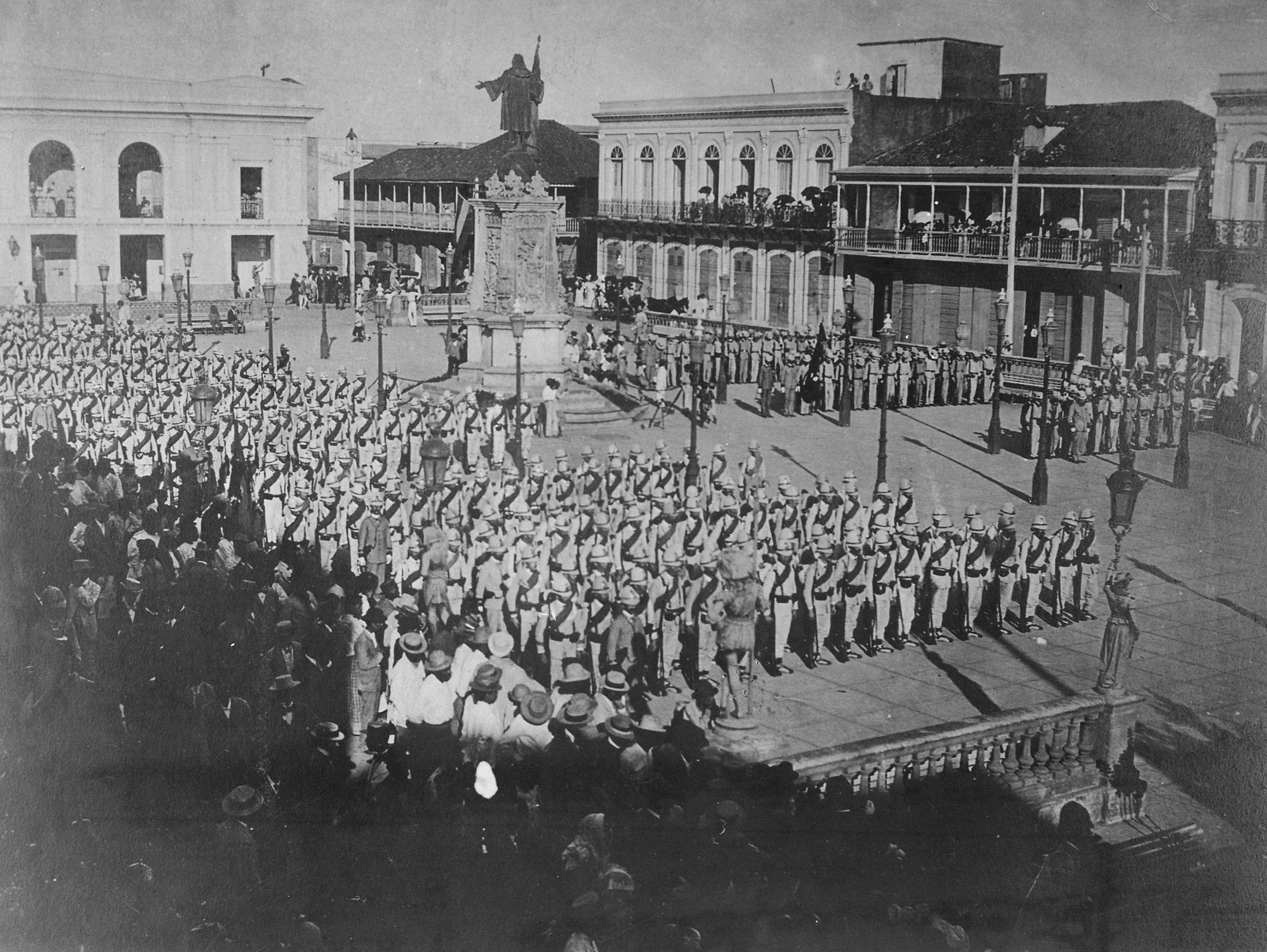
Truppe spagnole a Mayagüez prima di partire per combattere le forze americane

La squadra che la Spagna inviò nelle Antille non era quanto di meglio potesse organizzare la Marina spagnola, che, pur messa sull'avviso da circa un mese prima della dichiarazione di guerra, non riuscì a inserire in un'unica squadra le navi più potenti e veloci a sua disposizione. Da parte loro gli Stati Uniti divisero la flotta in due squadre, potenzialmente inferiori a quanto avrebbe potuto disporre la Spagna.
Dopo un tentativo abortito di rifornire i ribelli cubani di armi e munizioni, il 29 aprile la squadra di Sampson impose il blocco a Cuba, abbandonandolo però il 9 maggio per portarsi su Portorico, dove giunse il 12 dello stesso mese, mentre la squadra di Schley restava ad Hampton Roads per coprire la costiera statunitense. Intanto la squadra spagnola di Cervera si stava formando alle isole di Capo Verde (in territorio portoghese), per cui, lasciate le isole il 29 aprile, si portò alla Martinica, giungendovi il 10 maggio. L'ammiraglio Cervera dalla Martinica avrebbe potuto tentare un attacco all'Oregon, partito da Bahia (Brasile) il 9 maggio per raggiungere la squadra di Sampson, ma evitò decisamente un simile impegno per la mancanza di carbone. Quindi Cervera puntò su Curaçao (colonia olandese), dato che Portorico era bloccata da Sampson, arrivandovi il 14 maggio. Dopo aver caricato poco carbone a Curaçao, il 15 maggio Cervera ripartì per Cuba, ma, invece di puntare su Cienfuegos (che avrebbe rappresentato la base più adatta per la sua squadra), puntò su Santiago, probabilmente per la minore distanza da Curaçao, dove giunse il 19 maggio.
A questo punto, nota la posizione del Cervera, la squadra di Sampson fu portata su Cuba, mentre la squadra di Schley poté trasferirsi a Charleston. Il 23 maggio fu ordinato agli ammiragli di concentrarsi su Santiago, lasciando all'Avana solo 4 monitor e poche cannoniere e torpediniere. Fino al 26 maggio sarebbe stato possibile per la squadra di Cervera tentare di forzare il blocco di Santiago, finché non arrivò anche la squadra di Schley e in un consiglio di guerra fu deciso a maggioranza di rimanere dentro il porto di Santiago. Nel corso di maggio e di giugno a Cuba si ebbero poche battaglie navali e bombardamenti. La città di Santiago, che presentava comunque una facile difesa dal lato mare, era molto più difficilmente difendibile dal lato terra. Su richiesta dell'ammiraglio Sampson, dopo una caotica organizzazione del trasporto del V Corpo da Tampa, il generale Shafter sbarcò a Daiquiri (presso Santiago) una forza di circa 16 000 uomini. Lo sbarco, iniziato il 20 giugno, si concluse solo il 26 dello stesso mese.

### Cuba

#### Azione del 25 aprile 1898
Fu combattuta vicino a Cárdenas tra la torpediniera americana USS Foote, sotto il tenente William Ledyard Rodgers, e la cannoniera spagnola Ligera, sotto il tenente Antonio Pérez Rendón. Dopo un feroce scontro a fuoco, il Foote, gravemente danneggiato, fu costretto a ritirarsi. Fu la prima battaglia della guerra, nonché il primo successo navale spagnolo.

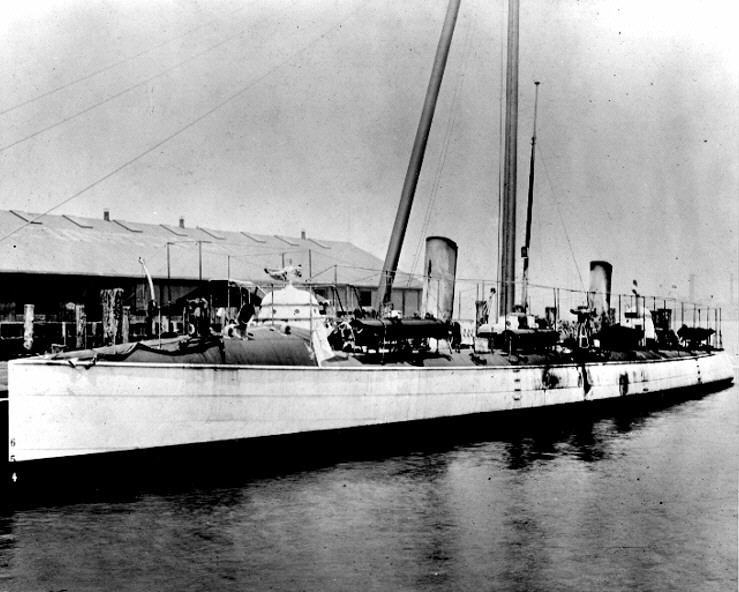
La USS Foote

Allo scoppio della guerra ispano-americana, la Marina degli Stati Uniti staccò una forza di due incrociatori protetti, 16 incrociatori ausiliari, 12 torpediniere e molte altre unità, tra cui rimorchiatori armati, yacht e navi da carbone per bloccare le coste cubane, con l'obiettivo di tagliare le forniture dell'esercito spagnolo. Si rivelò un compito difficile a causa del gran numero di insenature e porti naturali di quelle coste, che permisero alle navi spagnole, molto inferiori, di rompere il blocco molte volte. Uno di quei porti era Cárdenas. Le unità navali basate lì erano le cannoniere Alerta, Ligera e Antonio López, l'ultimo dei quali era un ex rimorchiatore della Spanish Line che lo aveva ceduto alla Marina ed armato con una mitragliatrice Nordenfelt. La Alerta e la Ligera montavano un cannone da 42 mm e un Maxim da 37 mm. Il porto era presumibilmente difeso da due batterie costiere, ma i conti spagnoli non menzionarono la loro presenza prima della loro installazione il 12 maggio. Gli ingressi alla baia erano coperti da 20 mine Bustamante, la maggior parte difettose, e una compagnia di marines di 70 uomini era stata distaccata per presidiare la città. Le cannoniere appartenevano allo squadrone caraibico spagnolo sotto l'ammiraglio Vicente Manterola, ma la maggior parte delle sue unità erano state descritte come "inutili anche alla polizia costiera". La Antonio López, tuttavia, aveva catturato la nave corsara Genoveva e la goletta William Todd pochi anni prima. Lo squadrone di cannoniere spagnolo, composto da due lance a vapore e un rimorchiatore armato, rimase illeso fino alla fine della guerra, quando tutte le unità furono vendute dal governo spagnolo.
Il 25 aprile la Ligera era in pattuglia all'ingresso del porto di Cárdenas. Il suo comandante era il tenente Antonio Pérez Rendón y Sánchez, un esperto ufficiale nato a Cadice che aveva partecto molte volte alle azioni contro gli insorti cubani durante la guerra. La torpediniera americana Foote, una nave da guerra da 142 tonnellate armata con tre cannoni da 1 libbra e tre tubi lanciasiluri da 457 mm, venne avvistata al largo di Cayo Diana. Entrambe le navi presto aprirono il fuoco l'una contro l'altra. L'americana sparò più rapidamente, ma con meno precisione, circa 70 colpi, di cui solo uno colpì la Ligera, mentre quest'ultima ne sparò solo 10. I danni e le vittime a bordo della nave spagnola furono minimi. La Foote, al contrario, subì diversi colpi che causarono gravi danni, lasciando il combattimento avvolta dal fumo e con le caldaie gravemente danneggiate. All'epoca gli spagnoli credettero che la torpediniera statunitense fosse la USS Cushing.
Antonio Rendón fu insignito della Croce Navale di Maria Cristina per il suo successo.
I successi navali spagnoli della guerra furono principalmente dovuti alle azioni delle loro piccole navi della guardia costiera. Oltre alle azioni al largo di Cárdenas, affrontarono con qualche successo l'americano Mosquito Squadron a Manzanillo, Cienfuegos e persino nelle acque filippine. Lì la cannoniera Elcano catturò la nave americana Saranac il 26 aprile 1898. La Saranac, al comando del capitano Bartaby, stava trasportando 1640 tonnellate di carbone da Newcastle, nel Nuovo Galles del Sud, a Iloilo, per la flotta dell'ammiraglio Dewey.

#### Prima battaglia di Cárdenas

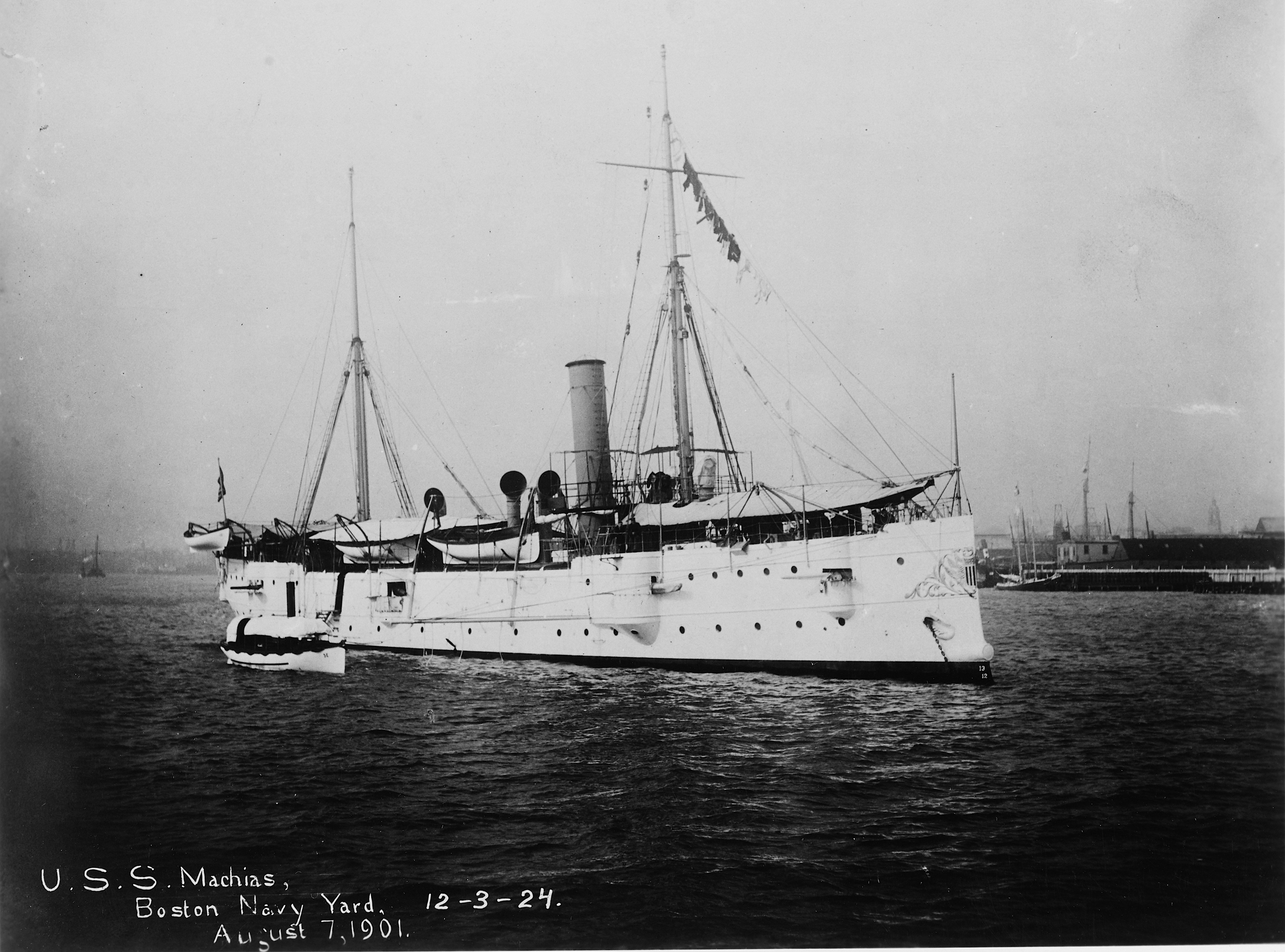
La USS Machias a Boston nel 1901

All'inizio di maggio 1898 la piccola torpediniera da 142 tonnellate USS Winslow, sotto il tenente John Bernadou, e la cannoniera USS Machias bloccarono Cárdenas. L'8 maggio la USS Machias lasciò il blocco per un pattugliamento, lasciando la Winslow come unica nave americana a Cárdenas. Questo indusse le cannoniere spagnole a tentare di rompere il blocco. La USS Winslow era armata con bocche di fuoco rapido da 1 libbra e con tre tubi lanciasiluri da 18 pollici (457 mm) ed aveva un equipaggio di venti uomini. La Machias era una cannoniera molto più grande, armata con otto cannoni da 4 pollici, quattro da 6 libbre e quattro da 1 libbra. La Machias aveva un equipaggio di circa 150 uomini e ufficiali, ma riuscì a partecipare solo agli ultimi minuti di combattimento.

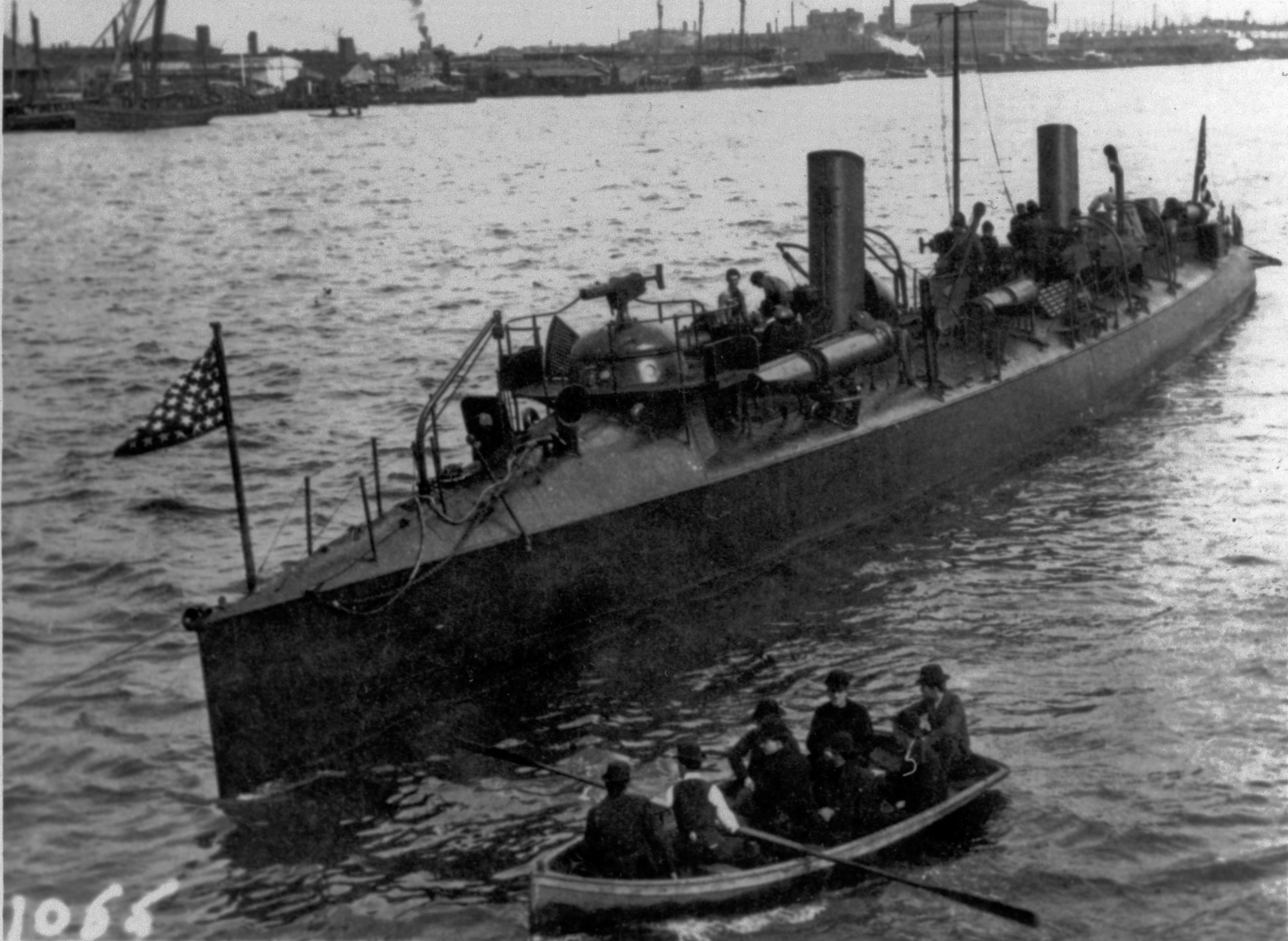
La USS Winslow

Le forze spagnole erano composte nuovamente dall'Antonio Lopez, dalla Alerta e dalla Ligeria, tutte unità armate di bocche da fuoco rapido da 6 libbre, ciascuna con equipaggi in media di venti uomini. La guarnigione spagnola di Cárdenas presidiava due batterie costiere; una era una batteria occupata da pochi cannoni e artiglieri, l'altra era dotata di almeno tre pezzi da campo e circa 100 fanti con armi a lungo raggio, ma nessuna di queste forze fu in grado di impegnarsi, poiché la battaglia venne combattuta al di fuori del loro raggio d'azione. Le forze americane sospettavano anche che gli spagnoli avessero posato un campo minato marino intorno al porto, con una sola via per entrare o uscire dal porto. Al di là del campo minato era stata posta una boa che indicava fin dove le cannoniere spagnole potevano sparare. Le forze navali spagnole erano di nuovo sotto il comando del tenente Antonio Pérez Rendón.
Poche ore dopo che la Machias era salpata verso est per il pattugliamento, la Winslow avvistò molta attività nel porto spagnolo; così Bardanou diresse la sua nave verso Cárdenas. Vedendo il Winslow tutto solo, le tre cannoniere spagnole fecero una sortita e si diressero verso la nave americana. Il tenente Rendón segnalò ai suoi uomini di aprire il fuoco con i loro tre cannoni combinati mentre il Winslow superava la boa da una distanza di circa un miglio. Invece di fuggire come sospettato dagli spagnoli, il tenente John Bernadou girò la sua nave a destra in direzione dello squadrone attaccante e aprì il fuoco. I cannoni da 1 libbra a fuoco rapido funzionarono molto bene secondo i rapporti, colpendo le navi spagnole che erano posizionate vicine tra loro. Il duello continuò per diversi minuti, finché la Winslow non si portò a una distanza più ravvicinata; il tenente Bernadou riuscì a manovrare la sua nave in modo che i suoi due cannoni di prua sparassero e colpissero tutte e tre le navi spagnole contemporaneamente. Dopo circa quaranta minuti di combattimento le tre cannoniere si dispersero e si diressero in porto.
I cannonieri americani continuarono a sparare e durante la ritirata la cannoniera Antonio López fu colpita proprio mentre si avvicinava alla zona di sicurezza sotto le batterie. Il colpo entrò nella sezione poppiera dello scafo ed esplose all'interno della nave. L'Antonio López si fermò restando disabilitata, ma continuò a sparare con i suoi pezxi da 6 libbre. Una delle altre cannoniere venne in suo soccorso e attaccò un cavo di rimorchio all'Antonio López, cominciando a trarla in salvo. Avendo sentito il rumore degli spari, la Machias si voltò, puntando su Cárdenas ed arrivando proprio mentre il combattimento stava volgendo al termine. A due miglia di distanza la Machias aprì il fuoco con i suoi cannoni da 4 pollici. Furono sparati due colpi, ma nessuno dei due andò a segno; gli spagnoli smisero di sparare e si concentrarono sulla loro fuga. Entrando nel viale sicuro attraverso il presunto campo minato, gli americani non potevano seguire le tre cannoniere. In seguito si scoprì l'11 maggio che non c'erano mine marine a Cárdenas o che le forze della Marina degli Stati Uniti semplicemente non riuscivano a localizzarle.
Le batterie costiere non vennero mai impegnate, in quanto gli americani non entrarono nel loro raggio d'azione. La USS Winslow non fu colpita durante la battaglia poiché il suo comandante mantenne costantemente la nave ad una alta velocità; inoltre il mare era agitato quel giorno. Le vittime spagnole sono sconosciute, anche se le tre cannoniere subirono danni ed una di esse fu apparentemente immobilizzata. Oltre 75 proiettili furono sparati dalle forze americane in uno scontro che durò solo una cinquantina di minuti. Nei resoconti della battaglia, il tenente Bernadou fu lodato per il suo coraggio nell'attaccare una forza nemica superiore, anche se la sua vittoria fu messa in ombra pochi giorni dopo, l'11 maggio 1898, quando fu combattuta la più importante seconda battaglia di Cárdenas.

#### Seconda battaglia di Cárdenas

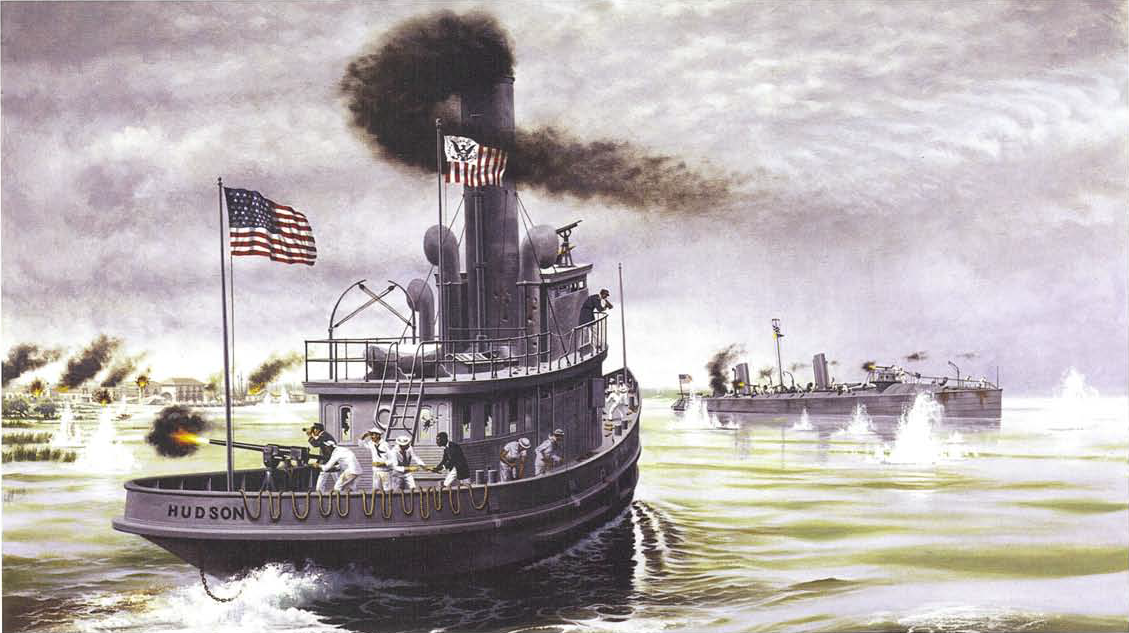
La USRC Hudson e la USRC Winslow, Doug Ellis

Nel maggio 1898 un piccolo squadrone della Marina degli Stati Uniti, composto dalle torpediniere USS Foote e USS Winslow, dalle cannoniere USS Wilmington e USS Machias e dalla USS Hudson, operava al largo della costa settentrionale di Cuba. L'11 maggio 1898 questa flotta entrò nella baia di Cárdenas per distruggere le tre piccole cannoniere spagnole ormeggiate nel porto. Dopo aver spazzato l'area alla ricerca di mine, il capitano Todd ordinò al Winslow di avvicinarsi alla riva e accertarsi se un piroscafo ormeggiato lungo il molo fosse una nave da guerra nemica.
Lo squadrone spagnolo era sempre composto dalle stesse tre navi: la Ligera, la Alerta e la Antonio López, al comando stavolta di Mariano Mateu.

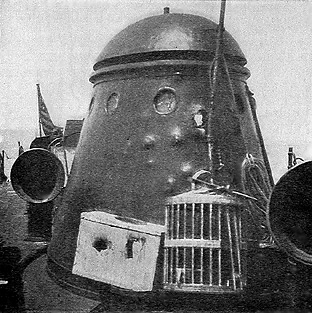
La torre della USS Winslow danneggiata dal fuoco spagnolo durante la battaglia

Alle 13:35 la Winslow aveva raggiunto un punto a circa 1500 iarde dalla sua preda quando uno sbuffo di fumo bianco dal cannone della Antonio López segnò l'inizio di un duello di artiglieria che durò un'ora e 20 minuti. La Winslow rispose con i suoi pezzi da una libbra. Gli spagnoli concentrarono i loro pezzi sulla Winslow, che presto ricevette diversi colpi diretti. Il primo colpo a segno sulla torpediniera distrusse sia il suo impianto a vapore che la timoneria manuale. L'equipaggio cercò di attrezzare un sistema di governo ausiliario, esponendo però il fianco al nemico; un colpo perforò lo scafo vicino alla sala macchine, mettendo fuori uso il motore principale di babordo. Cercando di manovrare con il suo motore rimanente per eludere il fuoco nemico, mantenne un fuoco di risposta costante con i suoi pezzi da una libbra. La Wilmington e la Hudson puntarono i loro cannoni sulla nave e sulla costa spagnola ed il fuoco combinato delle tre navi da guerra americane mise fuori combattimento il rimorchiatore spagnolo, mentre diversi edifici sul lungomare presero fuoco.
La Winslow chiese quindi alla Hudson di rimorchiarla fuori dal combattimento. Quando la Hudson iniziò a rimorchiare la Winslow in mare, uno degli ultimi proiettili spagnoli la colpì vicino al cannone di dritta e uccise il guardiamarina Worth Bagley che aveva collaborato a dirigere le manovre della nave da guerra portando le istruzioni dal ponte alla base della scala della sala macchine. Il guardiamarina Bagley divenne noto come il primo ufficiale della marina statunitense ucciso nella guerra ispano-americana, ucciso insieme ad altri quattro marinai, John Barberes, John Daniels, George B. Meek e EB Tunnell.

#### Prima battaglia di Cienfuegos

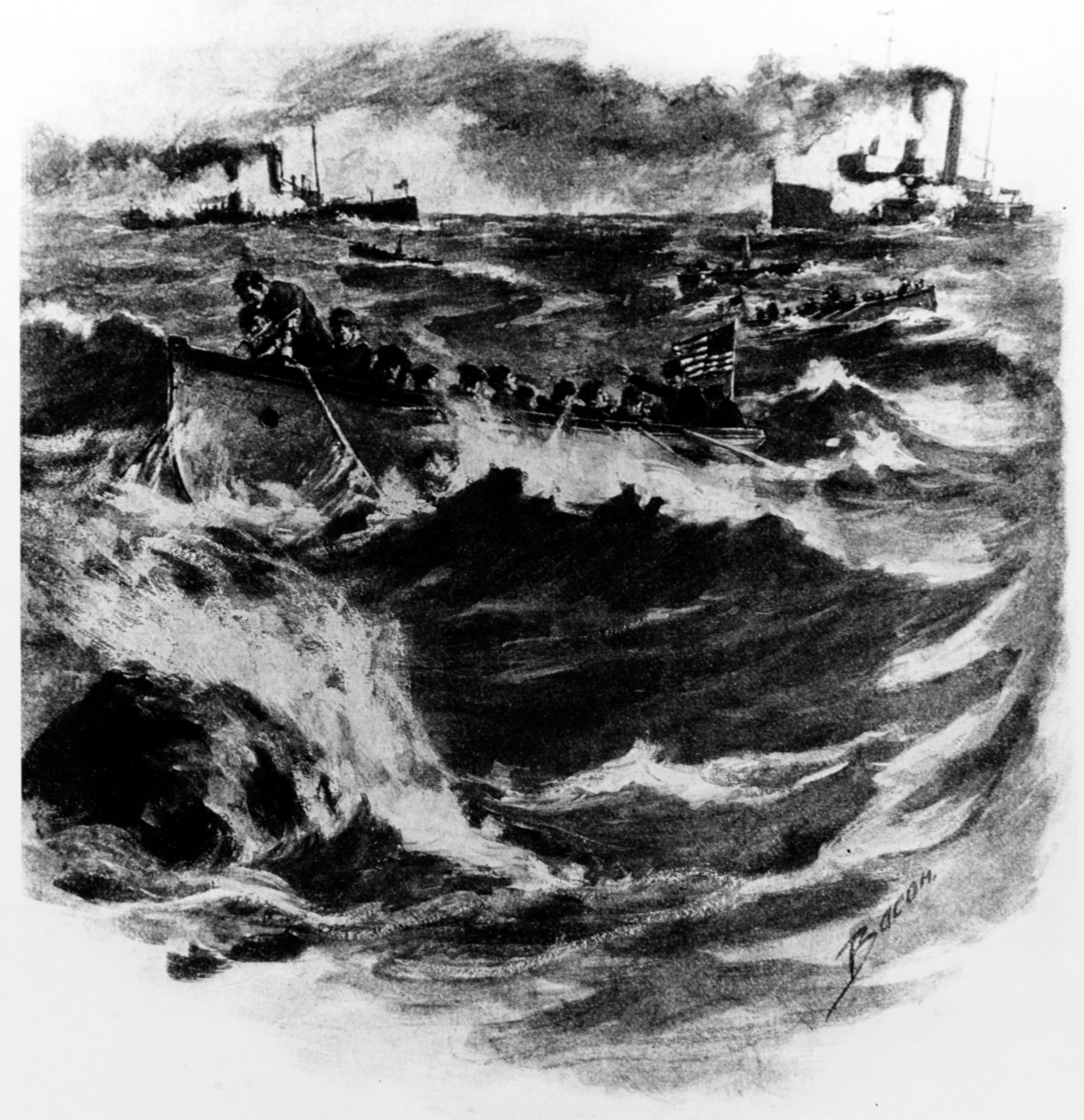
Rappresentazione della battaglia di Cienfuegos. Mostra le navi statunitensi USS Nashville e USS Marblehead che tagliano sott'acqua cavi telegrafici al largo di Cienfuegos sotto intensi colpi di arma da fuoco spagnoli. Le navi spagnole sono mostrate sullo sfondo, mentre rispondono al fuoco, con la Nashville a destra e la Marblehead a sinistra.

Gli spagnoli usavano cavi sottomarini come mezzo per comunicare non solo con il resto di Cuba, ma anche con il proprio comando. Questi cavi avevano molte giunzioni chiave, ad esempio vicino a Cienfuegos. I cavi si collegavano all'Avana, il porto di Santiago, per poi diramarsi verso altre isole caraibiche, come la Giamaica. I cavi uscivano da una struttura facilmente individuabile che conteneva un hub critico per il sistema di comunicazioni sottomarine. Essa poteva essere facilmente distrutta, infliggendo però solo danni in gran parte superficiali e facilmente riparabili in un breve lasso di tempo. Pertanto, il comando decise di tagliare i tre cavi dal mare in più punti, interrompendo gran parte delle comunicazioni tra gli spagnoli e le loro operazioni a Cuba. Questo danno sarebbe stato molto più difficile da riparare, poiché i cavi avevano un diametro di quasi due pollici, il che rendeva il taglio e, per estensione, la riparazione, un compito difficile. Per questa missione furono inviati l'incrociatore USS Marblehead, la cannoniera USS Nashville e il cutter USS Windom, sotto il comando del capitano Bowman H. McCalla.
Il Marblehead e il Nashville aprirono il fuoco contro la struttura sulla terraferma alle 6:45 del mattino dell'11 maggio 1898. Piuttosto rapidamente, essa crollò sotto il fuoco dalle due navi da guerra. Dieci minuti dopo, alle 6:55, le navi da guerra inviarono le loro navi da lavoro, ciascuna con a bordo un equipaggio minimo di sedici persone, al fine di ridurre al minimo il rischio di incidenti. L'elemento sorpresa era però stato rapidamente perso.

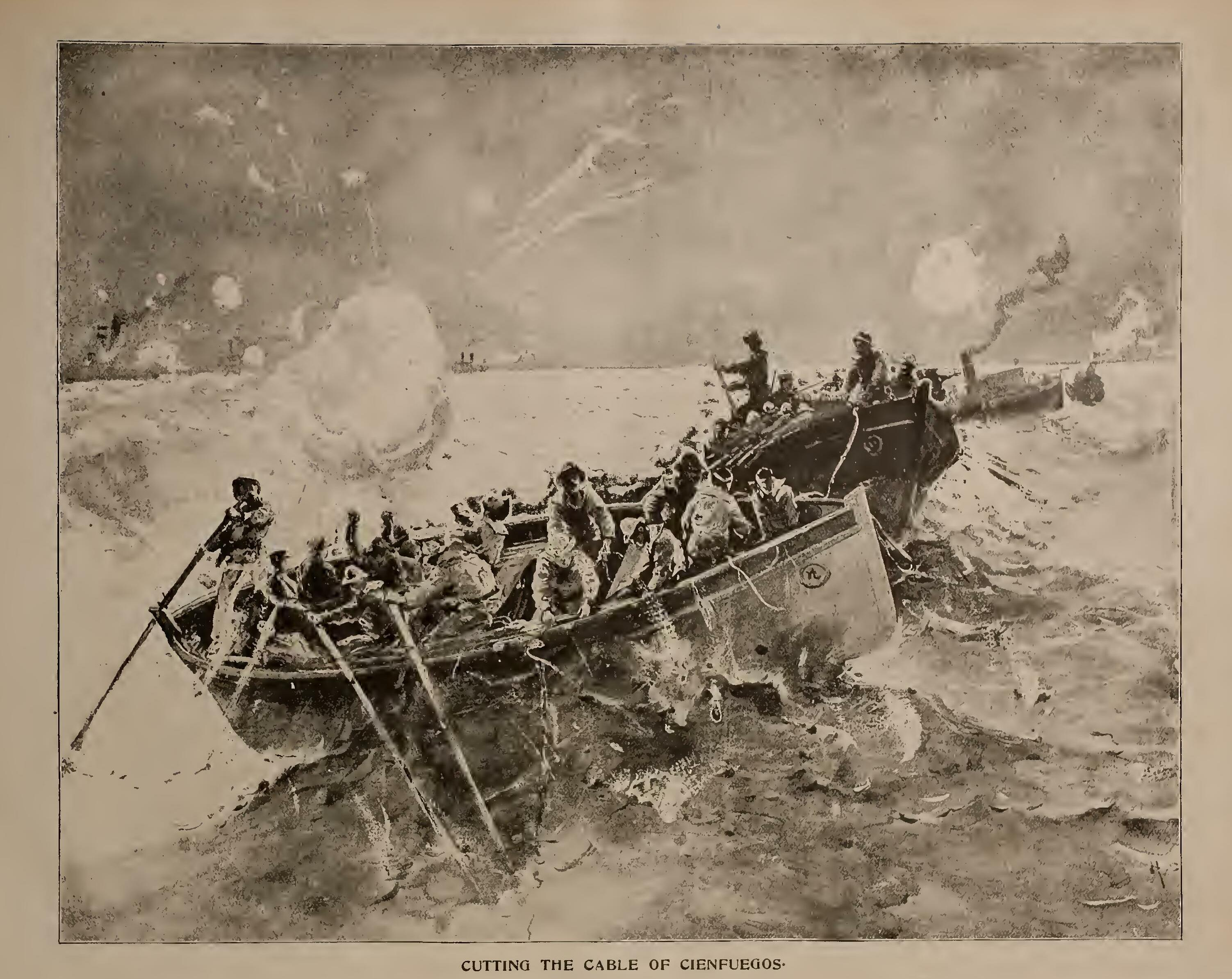

Mentre il primo cavo era fuori dalla linea di fuoco, il secondo cavo non era così facile da tagliare. A causa della formazione di coralli, il cavo era molto difficile da intrappolare per portarlo in superficie e tagliarlo. Le forze spagnole erano anche molto più vicine al secondo cavo e quindi l'equipaggio dovette fare i conti con entrambi questi problemi. Al fine di impedire l'aumento del fuoco delle forze spagnole, entrambe le navi da guerra intensificarono il loro bombardamento. Quando l'equipaggio del raid riuscì alla fine a sollevare il secondo cavo per tagliarlo, scoprì l'esistenza di un terzo cavo più piccolo. Dopo che il secondo cavo venne tagliato, passarono alla ricerca di questo terzo e ultimo cavo che, tuttavia, non furono in grado di trovare, poiché un grande contingente di forze spagnole arrivò a Cienfuegos per respingere quella che all'epoca pensavano fosse un'invasione su vasta scala. Alle 11:15 il raid era finito.
Dopo uno scontro a fuoco durato un'ora, due cavi erano stati tagliati, ma un terzo cavo vicino alla riva era rimasto intatto, facendo risultare il raid un successo solo parziale e lamentando la perdita da parte statunitense di due morti e 15 feriti.

#### Battaglia della baia di Guantánamo
Fu combattuta dal 6 giugno al 10 giugno 1898, quando le forze americane e cubane presero il porto di Guantánamo, strategicamente e commercialmente importante. La conquista della baia fu determinante nella successiva battaglia di Santiago de Cuba e nella successiva invasione di Porto Rico. Sebbene oscurata dalle battaglie di terra e di mare a Santiago, l'istituzione della base navale degli Stati Uniti a Guantánamo e la rotta delle truppe spagnole da parte delle forze americane e cubane furono importanti nella sconfitta finale spagnola.
Nonostante la posizione offensiva degli insorti nelle vicinanze della baia di Guantánamo, i regolari e i guerriglieri spagnoli occupavano la città di Guantánamo, il porto di Caimanera e la ferrovia che collegava le due città, i grandi zuccherifici e altri punti di forza periferici. La guarnigione di Guantánamo era composta da circa 5000 uomini al comando del generale Félix Pareja Mesa. Un fortino spagnolo si ergeva sulla collina che domina il villaggio di Fisherman's Point, vicino all'ingresso della baia, e un forte su Cayo del Toro comandava il canale relativamente stretto che portava dalla baia esterna a quella interna. La cannoniera spagnola Sandoval era di stanza a Caimanera, nella baia interna, e una serie di fortini difendeva la ferrovia per la città di Guantánamo 23 km nell'entroterra. Gli insorti cubani mantenevano avamposti costieri dalla foce del fiume Yateras, a est della baia, fino a un punto a 24 km a ovest di Santiago ed avevano indiscusso possesso della punta occidentale all'ingresso della baia.
La prima incursione statunitense di successo contro la baia avvenne il 6 giugno, con l'arrivo dell'incrociatore non protetto USS Marblehead, capitanato dal comandante Bowman H. McCalla, e degli incrociatori ausiliari USS St. Louis e USS Yankee, comandati da Willard H. Brownson. Il comandante McCalla era stato distaccato dall'ammiraglio Sampson dalla flotta di blocco a Santiago e aveva ordinato di perlustrare la baia per una base navale. Il capitano del St. Louis doveva tagliare i cavi che avevano il loro capolinea in una piccola stazione di Fisherman's Point e che collegavano Cuba con Haiti e il mondo esterno.
In una precedente missione, il St. Louis era stato scacciato dalla baia dalla cannoniera spagnola Sandoval. Questa volta, quando le tre navi da guerra entrarono nella baia all'alba, i soldati spagnoli si radunarono intorno al fortino sulla collina conosciuta oggi come McCalla Hill. Il fortino e il villaggio furono rapidamente distrutti dal fuoco della Marblehead. Le cannoniere spagnole Alvarado e Sandoval scesero lungo il canale da Caimanera per contrastare l'attacco, ma si ritirarono precipitosamente quando scoprirono il calibro dei cannoni usati contro di loro. L'unico cannone del forte su Cayo del Toro aprì il fuoco sulla Marblehead senza effetto, finché non fu messo a tacere.
I cavi telegrafici che portavano a est a Cap-Haïtien e a ovest a Santiago e il piccolo cavo nella baia che collegava Caimanera e Guantánamo con Cap-Haïtien furono tutti tagliati con successo e dal 7 giugno al 5 luglio la città di Guantánamo non ebbe comunicazioni con il mondo esterno.
Al ritorno dalla ricognizione, la Marblehead trasportò due ufficiali cubani che erano stati portati sulla nave da Leeward Point (lato occidentale) della baia di Guantánamo. Erano stati inviati all'ammiraglio Sampson dal generale Calixto García (lo stesso che figurava con il tenente statunitense Rowan nel famoso "Messaggio a García") per riferire che le forze cubane, i cui avamposti occupavano posizioni sulla costa dalla foce dello Yateras fino a un punto 24 km a ovest di Santiago, erano a disposizione del comandante in capo degli Stati Uniti. Il comandante McCalla da allora in poi mantenne stretti contatti con il generale Pedro Pérez, che comandava le forze ribelli cubane intorno alla città di Guantánamo, tramite il capo di stato maggiore di quest'ultima, il colonnello Vieta, ricevendo così preziosi consigli e assistenza.
Con la decisione di stabilire una base a Guantánamo, al primo battaglione di marines, composto da sei compagnie di circa 650 uomini (quattro di fanteria e una di artiglieria), fu ordinato di procedere nel trasporto della USS Panther e di unirsi alla flotta al largo di Santiago. Il primo battaglione, sotto il comando del tenente colonnello Robert W. Huntington USMC, era stato sottoposto a esercitazioni di battaglione, in attesa di ordini, a Key West. La Panther raggiunse Santiago il 9 giugno 1898. Quello stesso giorno, prima dello sbarco del battaglione, il comandante di Marina Bowman H. McCalla della USS Marblehead, ufficiale al comando degli sbarchi, aveva approvato un accampamento individuato per i marines dal tenente colonnello Huntington. Il sito selezionato era un crinale piatto in cima a una collina, sopra il villaggio di Fisherman's Point, denominato Camp McCalla. Oltre a una compagnia di artiglieria dotata di una batteria di quattro pezzi di artiglieria a fuoco rapido da 3 pollici e una mitragliatrice Colt-Browning modello 1895, ogni marine era equipaggiato con il nuovo fucile caricatore a fuoco rapido della Marina, il modello 1895 Lee Navy. Sia la mitragliatrice Colt che i fucili Lee utilizzavano una nuova cartuccia di polvere senza fumo ad alta velocità, la Lee Navy da 6 mm.
Il battaglione di Marina sbarcò senza opposizione il 10 giugno con cinque delle sue sei compagnie, lasciando a bordo la compagnia di artiglieria per scaricare la nave, poiché il comandante Reiter, capitano della Panther, si era rifiutato di autorizzare l'uso del personale della nave per le operazioni di scarico. Reiter aveva anche rifiutato di consentire lo scarico del resto delle munizioni per armi di piccolo calibro dei marines, sostenendo che erano necessarie come zavorra della nave. Il tenente colonnello Huntington chiese aiuto al comandante McCalla, che ordinò a Reiter di rilasciare immediatamente le munizioni dei marines: "Signore, si rechi immediatamente a terra e scarichi con l'equipaggio della Panther 50000 colpi da 6 mm. munizioni", ordinò McCalla. "In futuro, non richieda al colonnello Huntington di sbarcare le sue scorte con i membri del suo comando. Usi i suoi ufficiali e uomini per questo scopo e fornisca prontamente al comandante dei marines tutto ciò che desidera."
I marines bruciarono le rozze capanne del villaggio e i resti del fortino con tutto il loro contenuto per evitare rischi di contagio della febbre gialla. Gli spagnoli erano fuggiti così in fretta che vestiti, denaro, gioielli e armi erano rimasti indietro. Il battaglione issò la bandiera americana, prima unità militare statunitense a farlo sul suolo cubano, e inviò distaccamenti con compiti di avamposto.
Il tenente colonnello Huntington ordinò alla compagnia C di occupare una collina alta 150 piedi situata a una certa distanza dalla posizione principale dei marines, che non poteva essere supportata dal corpo principale a Camp McCalla. Furono istituiti due avamposti avanzati, uno in corrispondenza di un incrocio stradale situato diverse centinaia di metri davanti al campo e noto come "Crossroads", e uno chiamato "The Bridge", posto di fronte a una strada a un miglio e mezzo dal campo americano, dove gli spagnoli  attendevano forze che portassero artiglieria da Caimanera. Con il mare alle spalle, la mancanza di sostegno reciproco tra gli avamposti e la macchia spinosa e i cactus delle aride colline che si stendevano in un fitto groviglio davanti a loro, i marines avevano una posizione tattica tutt'altro che ideale. Il comandante McCalla fece notare al tenente colonnello Huntington che i suoi avamposti erano troppo avanzati e non potevano essere visti o supportati nel fitto sottobosco tra gli avamposti e il campo principale. Tre delle compagnie avevano accatastato le armi ed erano tornate sulla nave per aiutare le operazioni di scarico. Poco dopo il tramonto, i marines consumarono il loro pasto a base di caffè e gallette. Poco dopo scattò il primo allarme. Si udirono voci e si videro luci nel boschetto, ma quella notte non ci fu nessun attacco. Le forze spagnole che difendevano l'area erano disperatamente a corto di cibo e ritardarono l'attacco fino a quando i marines non avessero completato lo scarico delle loro scorte, nella speranza di impossessarsi delle forniture americane.
All'alba i marines avevano completato lo scarico delle loro provviste e delle loro attrezzature, sebbene i pezzi di artiglieria e le loro munizioni fossero stati lasciati a bordo della nave. Le restanti compagnie del battaglione arrivarono a terra e la compagnia C fu ritirata dal suo avamposto collinare isolato. L'unico suono nei boschetti era il tubare delle colombe in lutto, un suono che i marines avrebbero poi appreso essere un segnale di chiamata utilizzato dalle forze di guerriglia lealiste spagnole.
Il tenente colonnello Huntington fu raggiunto nel pomeriggio dal colonnello Laborde dell'esercito cubano, che per diversi giorni era stato con il comandante McCalla come pilota sul Marblehead e ora era stato inviato a terra per assistere i marines e fornire informazioni sul nemico.
Laborde riferì che la maggiore forza spagnola nell'area aveva il suo quartier generale al "Pozzo di Cuzco", 3,2 km a sud-est di Fisherman's Point. Il pozzo forniva l'unica acqua dolce della zona. Questa forza di occupazione di circa 500 soldati e guerriglieri, unita alle truppe cacciate dal fortino sulla baia, costituiva la più grave minaccia per la base operativa statunitense. Laborde notò che sequestrare Cuzco Well e distruggerlo avrebbe inevitabilmente costretto le forze spagnole a ritirarsi fino a Ciudad Guantánamo.
Mentre parlavano, nel boschetto di fronte alla loro posizione iniziò il fuoco. Il tenente colonnello Huntington guidò la maggior parte del suo comando in avanti. Tuttavia, il groviglio spinoso di alberi, sottobosco e cactus lo costrinse a procedere con una sola compagnia.
Sebbene a Huntington fosse ora assicurato il supporto del fuoco navale, Camp McCalla era tatticamente inadeguato. Nessun attacco era stato previsto, quindi non erano state scavate trincee. L'artiglieria dei marines non era stata nemmeno sbarcata. Situato sulle sabbie della spiaggia aperta, il campo dei marines si rivelò un bersaglio ideale per i cecchini nascosti nella boscaglia.
All'alba (05:00) di sabato 11 giugno i guerriglieri spagnoli 
aprirono il fuoco contro i marines a Camp McCalla dalla boscaglia circostante. Sparando con i loro fucili Mauser a fuoco rapido, i guerriglieri avanzarono verso il campo. Dopo pesanti combattimenti, supportati dalla compagnia di riserva (Compagnia C), i marines respinsero il nemico nella boscaglia, inseguendolo fino a quando furono bloccati dal buio. Due picchetti in servizio di avamposto, i soldati William Dumphy e James McColgan, che erano stati inviati come pattuglia di allerta a 100 metri dall'avamposto avanzato di "Crossroads", furono successivamente trovati morti, colpiti da colpi di arma da fuoco e feriti numerose volte al viso e al corpo. Le loro armi, le scarpe, le cinture e parte dei loro vestiti erano stati presi.
Questo fu l'inizio di quelle che l'ufficiale esecutivo di Huntington, maggiore Henry Clay Cochrane, in seguito chiamò "le sue 100 ore di combattimento". A Camp McCalla i marines iniziarono a sparare agli spagnoli nascosti, aiutati da tre pezzi da campo da 3 pollici e due mitragliatrici Colt-Browning da 6 mm aggiuntive che erano state sbarcate il 12 giugno dalla USS Texas. Indossando grandi foglie di palma legate alle loro uniformi per mimetizzarsi e sparando cartucce di polvere senza fumo, le forze spagnole erano difficili da individuare mentre si spostavano da un cespuglio all'altro nel fitto sottobosco.
La sera del 12 giugno le forze spagnole arrivarono a una cinquantina di metri da Campo McCalla e iniziò un disperato scontro a fuoco. I marines risposero con i loro fucili Lee straight-pull, le mitragliatrici e il fuoco di artiglieria dei pezzi da campo da 3 pollici. Forse scoraggiati dall'intenso fuoco di artiglieria e mitragliatrici, gli spagnoli non tentarono di occupare il campo. L'ssistente chirurgo John Blair Gibbs e il sergente Charles H. Smith furono entrambi uccisi in questo scontro a fuoco. I marines, in seguito, trovarono diverse tracce di sangue, ma nessun corpo, poiché i guerriglieri avevano rimosso i loro feriti e morti per nascondere il numero delle vittime.
Il giorno successivo i marines furono rinforzati da circa 60 cubani sotto il tenente colonnello Enrique Thomas. I cubani erano stati equipaggiati con fucili e uniformi da marinaio dal comandante McCalla della USS Marblehead. Avendo familiarità con le tattiche di guerriglia, gli insorti cubani si schierarono a coppie davanti al campo, bruciando i cespugli e la sterpaglia mentre avanzavano, negando così al nemico la copertura. Il Marblehead, che aveva fornito bombardamenti a terra in diverse occasioni, scese a vapore lungo la costa e colpì il pozzo di Cuzco. Tuttavia l'attacco spagnolo riprese al tramonto e altri due marines, il sergente maggiore Henry Good e il soldato semplice Goode Taurman, furono uccisi.
Al calar della notte del 13 giugno i marines erano esausti. Non avevano dormito né riposato per 100 ore. I soccorsi e i rinforzi erano impossibili, poiché le truppe dell'esercito americano dovevano ancora lasciare gli Stati Uniti. I combattimenti continuarono per altri due giorni.
Il tenente colonnello Thomas delle forze ribelli cubane consigliò al colonnello Huntington di attaccare la guarnigione spagnola a Cuzco Well, composta da quattro compagnie di fanteria spagnola e due compagnie di guerriglieri lealisti per un totale di circa 500 uomini. Catturando e distruggendo l'unica fonte di acqua dolce vicina, si sperava che le forze spagnole di difesa sarebbero state costrette a lasciare l'area. Il comandante McCalla approvò i piani e l'attacco fu programmato per le 8:00 del giorno successivo.
Le compagnie di marines C e D, circa 160 uomini, al comando del capitano George F. Elliott, futuro comandante del Corpo dei Marines, affiancate dai cinquanta cubani al comando del tenente colonnello Thomas, si sarebbero avvicinate a Cuzco lungo le scogliere in riva al mare. Una forza di marines più piccola sarebbe avanzata da una valle interna, tenendo un picchetto per la forza principale, con uomini di riserva per assistere se necessario. La cannoniera USS Dolphin vrnne assegnata per supportare l'attacco dal mare.
La giornata era già calda quando la forza combinata statunitense-cubana iniziò la marcia il 14 giugno. Il colonnello Laborde guidò la forza principale e un esploratore cubano di nome Polycarpio guidò una forza più piccola, comandata dal secondo tenente Magill. La marcia fu rallentata dal terreno accidentato, dal sottobosco e dal caldo crescente; a un certo punto, i capitani delle compagnie C e D della colonna principale rimasero indietro, esauriti dal calore. Erano quasi le 11:00 quando la forza principale raggiunse la ripida collina a forma di ferro di cavallo intorno alla valle di Cuzco; i comandanti delle compagnie C e D raggiunsero le loro unità quindici minuti dopo.
Più o meno nello stesso periodo, i cubani, che stavano marciando davanti alle compagnie dei marines, furono avvistati dal nemico. Cominciò una corsa per la cresta della collina. I marines e i cubani raggiunsero per primi la vetta, sotto il fuoco pesante degli spagnoli e della guerriglia. La forza più piccola di marines si avvicinò, usando i propri fucili Lee da 6 mm (0,236 pollici) per riversare un mortale fuoco incrociato sul fianco nemico. Tre delle quattro mitragliatrici Colt-Browning M1895 che accompagnavano i marines furono usate dalla compagnia C nei combattimenti. Secondo John Clifford della compagnia D, le mitragliatrici furono fondamentali per sostenere l'assalto dei marines. Questo fu il primo uso tattico conosciuto del fuoco di mitragliatrice per il supporto di fuoco mobile in un combattimento offensivo.
La leggerezza della nuova cartuccia Lee da 6 mm dei marines si rivelò di notevole beneficio, consentendo a ciascun marine e agli addetti alle mitragliatrici di trasportare grandi quantità di munizioni sul terreno montuoso. A metà della battaglia le forze ribelli cubane finirono le cartucce da 6 mm e furono rifornite con altri sei caricatori (30 cartucce) dalle cinture dei singoli marines, ma nessuno degli americani rimase a corto di munizioni, nonostante avessero sparato una sessantina di colpi a testa nella battaglia.
Durante questa parte del combattimento il capitano Elliott aveva richiesto che la Dolphin fornisse supporto di fuoco ai marines, bombardando il fortino spagnolo e le posizioni vicine con i suoi cannoni navali. Tuttavia, a causa di una cattiva comunicazione di segnali, la cannoniera iniziò inconsapevolmente a lanciare proiettili sul percorso di una piccola forza di cinquanta marines e dieci irregolari cubani guidati dal secondo tenente Magill, che stava tentando di passare al fianco della posizione spagnola e potenzialmente tagliare qualsiasi strada di ritiro. Attaccando il suo fazzoletto a un lungo bastone e sfidando il fuoco spagnolo, il sergente John H. Quick prese una posizione esposta sul crinale per lanciare immediatamente un segnale di bandiera alla Dolphin per regolare il suo fuoco.
La Dolphin spostò il fuoco sull'accampamento nemico e sul fortino e alle 14:00 gli spagnoli avevano rotto ed erano fuggiti dal fortino. Sfortunatamente, gli uomini del 2° tenente Magill giunsero con un ritardo sufficiente per impedire loro di interrompere una ritirata spagnola, pur riuscendo a catturare la stazione di segnalazione spagnola e il suo equipaggiamento eliografo. Mentre le forze spagnole si ritiravano attraverso un burrone dall'altra parte della valle, i marines aprirono il fuoco a una distanza di 1200 iarde, sparando varie raffiche. Gli spagnoli non furono in grado di rispondere con precisione al fuoco, permettendo alla compagnia B dei marines e ai ribelli cubani di chiudere la distanza, sparando mentre avanzavano. Gli spagnoli tentarono dapprima di concentrare il fuoco sui cubani e riuscirono ad ucciderne due, ma furono respinti ancora una volta dal fuoco dei fucili dei marines, che fino a quel momento si erano ritirati in buon ordine.
Alle 15:30 il nemico aveva abbandonato il campo di battaglia e tutti gli spari erano cessati. La maggior parte degli spagnoli era fuggita, ma un tenente e 17 soldati furono catturati e il nemico subì 60 morti e 150 feriti. Avevano lasciato 30 moderni fucili Mauser da 7 mm e munizioni. Due marines e due ribelli cubani erano stati feriti e due ribelli cubani uccisi. I danni più gravi subiti dai marines furono dovuti a colpi di calore, che resero invalidi un ufficiale e 22 uomini. Il fortino del quartier generale spagnolo era stato bruciato e il pozzo d'acqua dolce a Cuzco ers stato distrutto, ponendo così fine alla sua immediata utilità, anche per i marines. L'acqua venne infine portata dalla USS Dolphin dopo un'attesa di due ore.
Le forze spagnole si ritirarono in piccoli gruppi a Guantánamo, via Cayo del Toro e Caimanera. Aspettandosi che le forze statunitensi proseguissero dopo la vittoria, fortificarono Dos Caminos, un piccolo insediamento all'incrocio di due strade, e aggiunsero diversi fortini al numero già eretto sulla linea ferroviaria. I soldati spagnoli erano apparentemente impressionati dalla potenza di fuoco dei marines; all'arrivo a Ciudad Guantánamo, i membri sopravvissuti della guarnigione di Cuzco informarono il generale Pareja di essere stati attaccati da 10000 americani.
Camp McCalla non subì ulteriori attacchi da parte delle forze spagnole o di guerriglia e venne dismesso il 5 agosto 1898.
Nel frattempo l'attenzione si era concentrata su altre zone della baia. Gli spagnoli stavano ampliando i loro lavori di sterro a Cayo del Toro, dove disponevano di tre cannoni in bronzo da 160 mm e un moderno cannone Krupp da 89 mm. A Caimanera, sulla scogliera a sud del villaggio, erano montati altri tre cannoni da 6,4 pollici (160 mm) e la piccola cannoniera Sandoval aveva una batteria di un cannone da sei libbre e un cannone automatico da una libbra Maxim.
L'ammiraglio Sampson decise di bombardare il forte di Cayo del Toro e il 16 giugno inviò la USS Texas e la USS Yankee ad unirsi alla USS Marblehead in questo piano. Il fuoco delle tre navi bloccò temporaneamente due dei grossi cannoni del nemico, distrusse gli edifici sul Cay e scacciò le truppe da tutti i cannoni e dalle trincee. La loro potenza di fuoco combinata aveva ridotto il forte spagnolo all'impotenza entro 15 minuti dall'attacco iniziale. Un proiettile nemico atterrò vicino alla prua della Marblehead, affondando a meno di dieci metri dalla nave, ma non furono registrati altri colpi.
Mentre gli americani procedevano lentamente, una vedetta sulla Marblehead riferì che l'elica di dritta era in fallo con una boa. Il motore venne spento e l'elica venne liberata dalla "boa", che si rivelò una mina di contatto. La mina fu disarmata con successo. In seguito si seppe che le navi erano passate attraverso un campo di 18 di tali mine, o siluri, durante il viaggio verso la baia e attraverso lo stesso campo durante il viaggio di ritorno, senza danni di alcun tipo. Pochi giorni dopo l'attacco a Cayo del Toro, il campo minato fu esplorato a fondo e vennero recuperate 14 mine. La loro mancata esplosione al contatto fu attribuita a guasti meccanici, oltre ad una crescita di cirripedi sulle leve di contatto.
L'operazione di dragaggio, effettuata senza attrezzature specializzate, coinvolse due lance a vapore e due baleniere della Marblehead e della Dolphin. Una lancia e una baleniera affiancate, collegate all'altra lancia e baleniera da una fune con una catena di trascinamento al centro, spazzavano il canale. Quando la resistenza incontrava un ostacolo, le barche si univano e  attraversavano le estremità della resistenza. Le barche erano quindi issate con cura fino alla mina, che veniva portata in superficie e disarmata.
Durante la ricerca di mine le barche vennero colpite da Hicacal Beach, dove erano stati appostati 250 fanti spagnoli a guardia del campo minato. Determinato a sbaragliare l'ultima forza nemica rimasta nelle vicinanze della baia, il 25 giugno il tenente colonnello Huntington guidò due compagnie di marines e 40 cubani in un assalto anfibio a Hicacal Beach. Si rivelò uno scontro incruento, dal momento che gli spagnoli erano partiti un giorno o due prima.
Con la baia di Guantánamo occupata con successo, l'interesse degli Stati Uniti si concentrò sulle operazioni a Santiago. Un corpo di spedizione americano di 17000 ufficiali e uomini, al comando del maggiore generale William R. Shafter, fu sbarcato a est della città nei piccoli porti di Daiquirí e Siboney tra il 22 e il 25 giugno, senza opposizione. Una settimana dopo, il 1º luglio, le battaglie di El Caney e San Juan Hill si conclusero con la vittoria delle forze statunitensi, aprendo le porte della stessa Santiago. La mattina del 3 luglio fu inviata una richiesta al comandante spagnolo, generale Arsenio Linares, di arrendersi o subire un bombardamento della città come alternativa. La stessa mattina, la flotta spagnola sotto l'ammiraglio Pascual Cervera salpò dalla baia di Santiago, solo per incontrare la completa distruzione per mano della flotta statunitense. La grande resistenza spagnola a Santiago era al termine, anche se solo il 15 luglio fu firmato un accordo preliminare. Le forze statunitensi occuparono la città il 17 luglio.
Le 7000 truppe spagnole nella città di Guantánamo - a soli 64 km di distanza - non marciarono in aiuto dell'esercito assediato di Linares, perché prima del taglio delle comunicazioni al generale Pareja era stato ordinato dai suoi superiori di tenere la città di Guantánamo a tutti i costi, perché gli spagnoli temevano che la valle di Guantánamo potesse essere utilizzata come rotta di invasione dalle forze statunitensi, dato che gli inglesi l'avevano usata in passato per avanzare su Santiago. Dopo che la Marina aveva tagliato i cavi e stabilito una base alla baia di Guantánamo, il generale Pareja rimase nella completa ignoranza del corso della guerra perché gli insorti cubani mantennero un anello così stretto intorno alla città che nessun messaggero riuscì a superare le loro linee. Quindici furono catturati e giustiziati come spie. Nessuna delle frenetiche richieste di aiuto del generale Linares raggiunse Pareja.
La minaccia rappresentata dalle forze navali statunitensi e da un battaglione di marines alla baia di Guantánamo, oltre alla stretta sulle comunicazioni terrestri da parte di 1000 ribelli cubani, bloccò effettivamente un esercito di 7000 uomini che avrebbe potuto cambiare l'esito dei combattimenti a Santiago. Meno di una settimana dopo la resa di Santiago, la base di Guantanamo fu utilizzata per lanciare l'invasione di Porto Rico, 800 km a est. Tremilacinquecento effettivi, sotto il comando del generale Miles, salparono dalla baia il 21 luglio. Questo fu l'ultimo evento importante della guerra ispano-americana alla baia di Guantánamo; il 12 agosto la guerra si concluse con la firma del protocollo di pace e l'armistizio. La nuova base navale degli Stati Uniti non fu formalizzata dal contratto di locazione tra gli Stati Uniti e Cuba che fino a cinque anni dopo, quando nel 1903 fu acquisita come "stazione di carbone e navale", ma il suo valore era già stato dimostrato.
Il primo battaglione di marines del tenente colonnello Huntington, che era tornato a bordo della USS Resolute durante l'assedio e la resa di Santiago, salpò per gli Stati Uniti e, dopo una sosta a New York, arrivò al porto di Portsmouth, sbarcando i suoi marines la sera del 24 agosto 1898.

#### Campagna di terra
Il primo sbarco americano a Cuba avvenne il 10 giugno con lo sbarco del Primo Battaglione Marine a Fisherman's Point nella baia di Guantánamo. Ciò seguì dal 22 al 24 giugno, quando il Quinto Corpo d'Armata del generale William R. Shafter sbarcò a Daiquirí e Siboney, a est di Santiago, e stabilì una base operativa americana. Un contingente di truppe spagnole, dopo aver combattuto una scaramuccia con gli americani vicino a Siboney il 23 giugno, si era ritirato nelle loro posizioni leggermente trincerate a Las Guasimas. Un'avanguardia delle forze statunitensi sotto il comando dell'ex generale confederato Joseph Wheeler ignorò i gruppi di scout cubani e gli ordini di procedere con cautela. Raggiunsero e ingaggiarono la retroguardia spagnola di circa 2000 soldati guidati dal generale Antero Rubín che tese loro un'imboscata, nella battaglia di Las Guasimas il 24 giugno. La battaglia finì in modo indeciso ma favore della Spagna e gli spagnoli lasciarono Las Guasimas. nel loro programmato ritiro a Santiago.

#### La battaglia di El Caney
Il 1º luglio all'alba le truppe statunitensi attaccarono gli spagnoli attestati a El Caney e a forte El Viso con 6653 uomini contro 520 spagnoli, supportati da un numero imprecisato di guerriglieri lealisti cubani. La battaglia si protrasse fino alle cinque del pomeriggio con gravi perdite sia da parte statunitense sia spagnola, fra l'altro gli spagnoli persero anche il comandante delle loro forze (gen. Vara de Rey).

#### La battaglia di colle San Juan e Kettle Hill

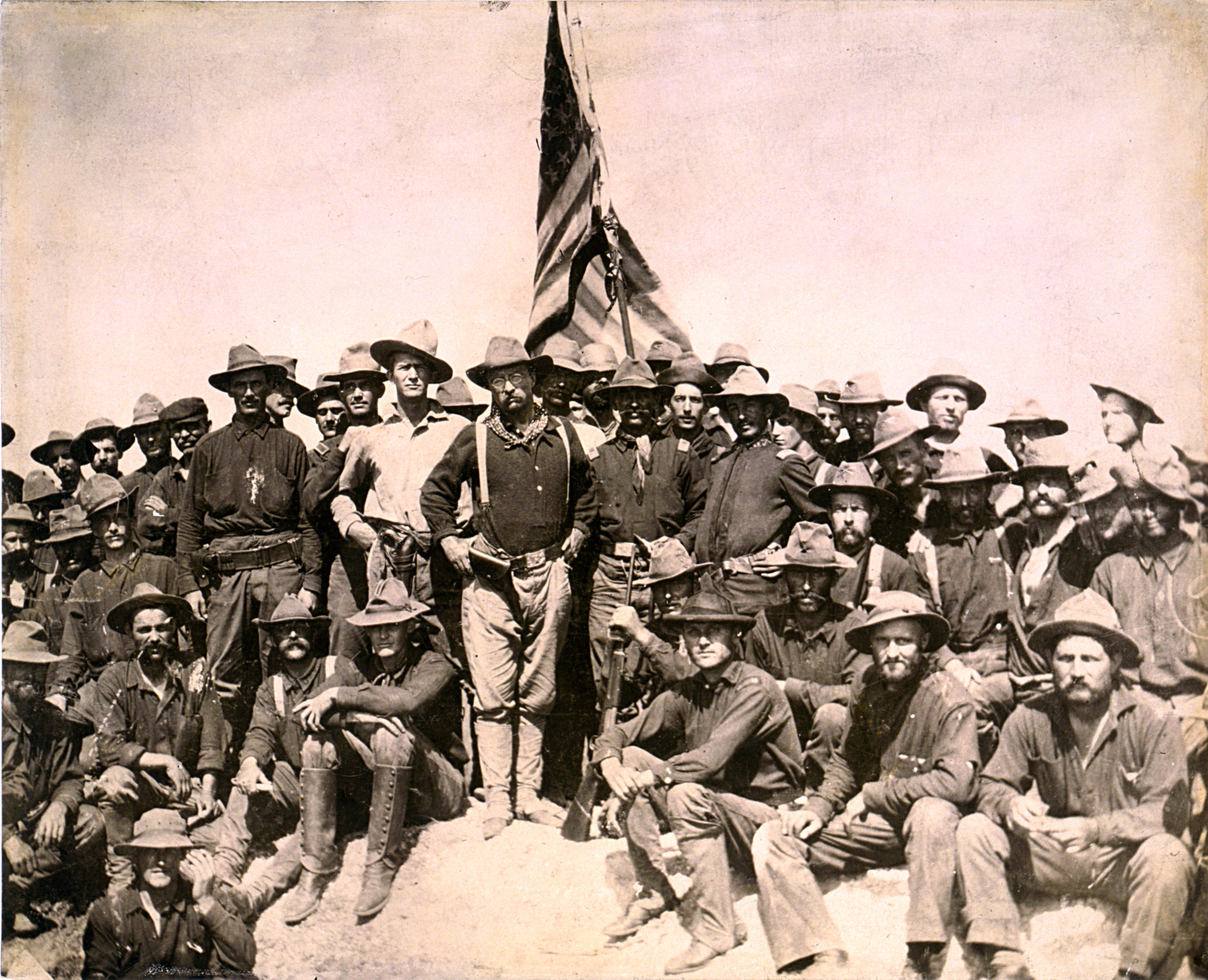
Theodore Roosevelt assieme ai "Rough Riders"

Mentre si combatteva al El Caney, circa alle 8:20 del mattino gli americani attaccarono anche le colline di San Juan, affinché il comandante della zona (gen. Linares) non potesse inviare rinforzi alla vicina posizione di El Caney. Una fortuita scoperta di un nuovo sentiero per guadare il fiume Aguadores permise agli americani di alleggerire l'ingorgo che si stava formando ai piedi del colle San Juan, ma il reggimento di testa fu costretto a ritirarsi in disordine dal fuoco spagnolo, tuttavia la brigata di riserva riuscì ad accostarsi agli spagnoli fino a circa 500 m, dove venne ucciso il comandante della brigata (colonnello Wikoff) e feriti gravemente i suoi vice (tenente colonnello Worth e tenente colonnello Liscum), quindi il comando della brigata fu preso dal t. col. Ewers. La battaglia proseguì con alterne fortune finché gli spagnoli esausti, non abbandonarono il colle San Juan alle 1.30 del pomeriggio. A quel punto cominciò l'assalto a Kettle Hill, effettuato dal 1º cavalleria, 9º cavalleria, Rough Riders, e parte del 3º cavalleria guidati dal futuro presidente Theodore Roosevelt, e dal tenente colonnello Sumner, che si concluse più o meno alla stessa ora. La battaglia continuò fino al tramonto, ma gli spagnoli non riuscirono a riconquistare le posizioni perse, perdendo fra l'altro anche il loro comandante (gen. Linares), ferito ad un braccio. Le perdite complessive degli americani a El Caney e sui colli di San Juan furono più di 1000 fra morti e feriti.
Dopo questi fatti d'arme gli statunitensi rimasero fermi davanti a Santiago, aspettando che la guarnigione si arrendesse per fame, evento che avvenne il 16 luglio, la guarnigione della città ottenne comunque l'onore delle armi. Tuttavia, dopo la resa di Santiago gli statunitensi, rimasti in loco fino alla conclusione della guerra, furono decimati da febbri malariche, febbre gialla e febbri tifoidee.
Il 3 luglio la squadra di Cervera tentò di forzare il blocco, ma fu distrutta in circa due ore dal commodoro Schley (Sampson era a terra parlare con il generale Shafter), la Spagna perse 4 incrociatori e due cacciatorpediniere.
Intanto la squadra di Camara (Squadra di riserva) era partita da Cadice il 16 giugno, lasciandovi comunque l'Alfonso XIII e il Numancia, passando il 20 giugno di fronte a Pantelleria e il 6 luglio era entrata a Suez, avendo passato il canale omonimo, presumibilmente per far credere agli statunitensi di essere diretta alle Filippine, rientrando poi a Cadice il 29 luglio.

### Porto Rico
Il 12 maggio 1898 gli Stati Uniti iniziarono un blocco navale di San Juan, che gli spagnoli tentarono di rompere il 22 giugno, senza successo.
Il 25 luglio tremila statunitensi comandati da generale Miles sbarcarono a Porto Rico, a Guánica, occupando il porto di Ponce. Ai primi di agosto, dopo essere stati raggiunti da altri 10 000 uomini lanciarono un attacco su San Juan, che fu occupata quasi subito con la perdita di meno di 50 uomini.
Gli statunitensi si impadronirono di Fajardo il 1º agosto, ma furono costretti a ritirarsi il 5 agosto, scacciati da circa 200 soldati portoricano-spagnoli guidati da Pedro del Pino. Altri scontri dall'esito incerto si succedettero nei giorni seguenti, fino al 13 agosto, dopo che il presidente degli Stati Uniti William McKinley e l'ambasciatore francese Jules Cambon, che rappresentava il governo spagnolo, firmarono un armistizio in cui la Spagna rinunciava alla sovranità su Porto Rico.

## Teatro delle operazioni nel Pacifico

### Filippine

Bandiera americana issata a Fort Malate

Le Filippine erano state scoperte dagli spagnoli il 17 marzo 1521 ed erano diventate velocemente una delle colonie chiave dell'Impero spagnolo. Tuttavia tutti i successivi governi spagnoli si erano disinteressati della fortificazione dei punti chiave e in particolare di Manila, che, opportunamente rinforzata avrebbe potuto diventare una base navale di prima classe. D'altra parte, la squadra statunitense doveva necessariamente occupare quanto prima Manila per ottenere il dominio (almeno locale) del mare.
La squadra di Dewey, concentrata a Hong Kong vi rimase fino al 24 aprile, dato che il governatore, essendo stata dichiarata la guerra il 23, aveva informato gli americani che avevano 24 h per lasciare il porto, la squadra di Dewey si diresse prima su Mirs e successivamente su Luzon, dove giunsero al traverso di Corregidor il 30 aprile alle 23:30, senza essere stati avvistati dagli spagnoli. Intanto la squadra spagnola si era rifugiata a Cavite.
Il primo scontro tra americani e spagnoli si ebbe appunto a Cavite, nella baia di Manila il 3 maggio 1898, quando il comandante George Dewey, al comando dello Squadrone Asiatico della Marina degli Stati Uniti, a bordo dell'incrociatore protetto USS Olympia si spinse a cercare gli spagnoli. Inizialmente la squadra di Dewey, si diresse su Manila, ma, una volta constatata l'assenza della squadra spagnola comandata dall'ammiraglio Patricio Montojo y Pasaróndiresse su Cavite, dove alle 03.45 aprì il fuoco con l'Olympia a 3500 m dalla squadra spagnola, sfilando a lento moto lungo la linea nemica accostando sempre più verso gli spagnoli, utilizzando la superiorità delle sue navi nel tiro con i cannoni. Alle 07:00 il Cristina (nave ammiraglia di Montojo) puntò sulla linea americana, seguito subito dal Don Juan, ma le artiglierie statunitensi riuscirono a distruggere la nave prima che potesse provocare gravi danni, ferendo lo stesso Montojo. La battaglia continuò fino alle 12:30, quando da Cavite venne richiesto di parlamentare. I risultati della battaglia furono la distruzione delle navi spagnole Cristina, Castilla, Don Juan de Austria, Ulloa, Luzon, Cuba, Velasco, mentre successivamente furono rigalleggiate il Cuba e il Luzon, le perdite di uomini per gli spagnoli furono il 20% del personale imbarcato, le navi statunitensi subirono solo poche avarie e non ebbero che due morti e nove feriti.
Nonostante la conquista tedesca della base navale di Qingdao, lo Squadrone Asiatico, pur con grossi problemi logistici, soprattutto per il carburante e le munizioni, riuscì non solo a decimare la flotta spagnola, ma anche a conquistare la stessa baia di Manila, che fu occupata dalla flotta il 2 maggio.
In agosto sbarcò presso Manila l'VIII Corpo statunitense di 13000 regolari e 2000 volontari, comandato dal gen. Wesley Merritt, a cui di opponevano i 13000 spagnoli della guarnigione di Manila e i 13000 uomini del rivoluzionario Aguinaldo. A causa dei differenti intendimenti degli americani e dei ribelli (entrambi comunque intenzionati ad eliminare gli spagnoli) alla fine dell'estate iniziarono a manifestarsi forti contrasti fra gli statunitensi e i ribelli. La conclusione fu che gli statunitensi occuparono Manila il 13 agosto, dopo una battaglia poco più che simbolica (17 morti e 105 feriti statunitensi), tenendo Aguinaldo lontano dalla capitale. Comunque, dopo gli accordi di Parigi con i quali gli Stati Uniti acquistarono le Filippine per 20 milioni di dollari, scoppiò la guerra filippino-americana.

### Guam
Il 20 giugno 1898 l'incrociatore statunitense USS Charleston si presentò davanti all'isola di Guam, parte della colonia spagnola delle isole Marianne: dopo una breve trattativa, il giorno seguente una forza da sbarco dei marines scese a terra e prese possesso dell'isola in modo incruento, accettando la resa della piccola guarnigione spagnola.

## Esito e conseguenze

### La formazione di domini coloniali statunitensi
Gli americani vinsero in tempi molto brevi e con perdite relativamente basse, tanto che la guerra venne definita splendid little war. Il 12 agosto venne firmato l'armistizio con il quale gli Stati Uniti ottennero dalla Spagna:
- il riconoscimento dell'indipendenza di Cuba, che divenne una sorta di protettorato americano;
- la cessione agli USA di Porto Rico e dell'isola di Guam;
- l'accettazione dell'occupazione di Manila nelle Filippine.

Questi risultati vennero quindi ratificati il 10 dicembre successivo dal Trattato di Parigi, con cui fu formalizzata la cessione per 20 milioni di dollari agli USA delle Filippine, di Porto Rico e di Guam nel Pacifico.
Nello stesso anno gli Stati Uniti avevano acquistato le Isole Hawaii. Infine Panama divenne indipendente nel 1903, con il sostegno militare degli Stati Uniti.
In Spagna, la distruzione della flotta e la contemporanea perdita delle ultime colonie nel Pacifico (l'anno successivo la Spagna cederà alla Germania gli arcipelaghi delle Caroline e delle Marianne), determinarono una profonda crisi d'identità in un paese che non riusciva a inserirsi nella modernità del nuovo secolo. I militari, in particolare, maturarono un profondo senso di rancore verso la classe dirigente, alla quale le ristrettezze del bilancio statale non consentivano di fornire all'esercito armi più moderne. La guerra passò alla storia come "El Desastre del '98".

### L'aumento del costo dei cereali in Italia
La guerra ispano-americana ebbe una certa influenza anche nella situazione sociale italiana, in quanto causò indirettamente l'aumento del costo dei cereali d'importazione e il conseguente aumento del costo del pane che, gravando sulle già affaticate famiglie proletarie, portò a sommosse, fra le quali la più conosciuta fu la protesta dello stomaco (nome che identifica i moti di Milano del 1898), repressa nel sangue da Bava Beccaris.

## La guerra ispano-americana nella letteratura italiana
Nel romanzo di Emilio Salgari La capitana del Yucatan tutta la trama si svolge avendo come sfondo la guerra ispano-americana a Cuba.